# QDT
Quadro da Distribuição do Trabalho - QDT
A insatisfação no ambiente de trabalho é fruto de vários fatores ecológicos e comportamentais, como já colocamos. Mas um outro fator requer atenção especial, é o que se refere à distribuição do trabalho. 
Muitas vezes o mau desempenho de um funcionário é causado por força reflexivo de outro colega, do responsável pelo setor, ou da política da empresa em não reconhecer e valorizar os seus recursos humanos. Entre outros, poder-se-ia citar: o trabalho não é distribuído eqüitativamente, alguns funcionários ficam sobrecarregados, tendo até que fazer horas extras, e outros, ociosos; funcionários executando tarefas inferiores ou superiores à sua capacitação profissional; chefes desqualificados e improdutivos, alguns centralizadores e outros que delegam em demasia, mas não assumem suas responsabilidades; falta de clareza na cadeia fornecedor/cliente interno, pois muitos não entenderam que não se trata mais de uma relação de colegas de trabalho, mas sim de fornecedores e clientes, e ainda outros de caráter operacional, como: execução de tarefas supérfluas, desperdício de tempo, ineficiência funcional, queda da produção e dos níveis de qualidade, altos índices de rotatividade de pessoal etc (Colenghi, 2007).
Por esses e outros motivos torna-se necessário processar a análise da distribuição do trabalho. 
Para processar a análise do trabalho, deve-se percorrer as seguintes fases. 
LEVANTAR AS TAREFAS INDIVIDUAIS
Esta fase consiste em verificar quais são as tarefas realizadas pelos funcionários em seu respectivo tempo. 
ELABORAÇÃO DA LISTA DE ATIVIDADES
A lista de atividades é elaborada a partir do agrupamento das tarefas segundo características de complementaridade e similaridade, em grupos homogêneos, formando atividades. 
ELABORAÇÃO DO QUADRO DE DISTRIBUIÇÃO DO TRABALHO - QDT
O QDT é uma síntese da divisão do trabalho de uma unidade organizacional. Neste quadro serão consolidadas todas as atividades, todas as tarefas, seus responsáveis, os respectivos cargos (que devem ser colocados da esquerda para a direita em ordem hierárquica crescente de importância) e o número de horas consumido para cada uma delas. 
ANÁLISE DO QUADRO DE DISTRIBUIÇÃO DO TRABALHO
É a fase mais complexa de todo o processo de análise e distribuição do trabalho. 
Normalmente, para facilitar o estudo, o processo de análise é dividido em quatro grupos: tempo, capacidade, equilíbrio e racionalização. 
a) Análise do tempo (das atividades e das tarefas)
b) Análise da capacidade técnica dos funcionários
c) Análise do volume/equilíbrio da divisão do trabalho
d) Análise das possibilidades de racionalização
É o momento de se verificar todas as situações citadas ou não anteriormente. Deve-se verificar se todas as tarefas são necessárias à realização dos objetivos do órgão, quais fatores externos têm prejudicado o desenvolvimento das atividades do órgão, se outros órgãos estão, ou poderiam estar exercendo as mesmas atividades do órgão em questão e quais as reais possibilidades de simplificação. 
Elaborar um novo QDT (implantação)
A análise efetuada no item anterior, mais a percepção geral do analista fornecem subsídios técnicos para concluir se a unidade organizacional em estudo necessita ou não de mais recursos humanos para desenvolver as suas atividades operacionais.